# Japan Expo
A Japan Expo japán popkultúrával foglalkozó találkozó, Japánon kívül az egyik legnagyobb, melyet a franciaországi Párizsban szoktak megrendezni. Minden évben július elején rendezik meg az ország második legnagyobb konferenciaközpontjában, a Parc des Expositions de Villepinte-ben. A látogatottság az évek folyamán folyamatosan nőtt, a találkozó 1999-ben megrendezett első kiadására 3 200, míg a 2015-ös kiadásra körülbelül 248 000 látogató volt kíváncsi.

## Története
A találkozót első ízben 1999-ben rendezték meg az Institut supérieur du commerce de Paris épületében 3 200 látogató előtt. 2002-ben a Japan Expót a Center of New Industries and Technologies (CNIT) La Défense-i épületében tartották meg.
2005-ben lemondták a rendezvényt a nagyszámú látogatóközönség okozta biztonsági aggályokra hivatkozva. A kiállítás a következő évtől átköltözött a Paris-Nord Villepinte-i Parc d’Expositionsba.
| Dátum                       | Helyszín                                       | Látogatószám | Vendégek |
| --------------------------- | ---------------------------------------------- | ------------ | --- |
| 1999                        | Institut supérieur du commerce de Paris Párizs | 3 200        | — |
| 2000                        | L’Espace Champerret Párizs                     | 8 000        | — |
| 2001                        | L’Espace Austerlitz Párizs                     | 12 000       | — |
| 2002. július 5–7.           | CNIT-Paris La Défense Párizs                   | 21 000       | Akimoto Nami és Nihei Cutomu |
| 2003. július 5–6.           | CNIT-Paris La Défense Párizs                   | 29 000       | Goto Keidzsi, Okaszeko Nobuhiro és Szakamoto Rjúszuke |
| 2004. július 2–4.           | CNIT-Paris La Défense Párizs                   | 41 000       | Abe Hiszasi, Kacura Maszakazu, Josinori Kanemori, Mana, Andy Seto és Vatari Hirosi |
| 2005. július 1–3. (törölve) | (törölve)                                      | (törölve)    | (törölve) |
| 2006. július 7–9.           | Paris-Nord Villepinte Párizs                   | 56 000       | Cucsija Anna, Hitomitoi, Kavacu Kendzsiro, Morisige, Ovada Hideki, Simizu Aki, Takikazi Mamija, Tomonaga Kazuhide, Takaharu Okuma és a Plastic Tree |
| 2007. július 6–8.           | Paris-Nord Villepinte Párizs                   | 80 727       | Dio – Distraught Overlord, Gari, Halcali, Icsigucsi Keiko, Kamimura Szacsiko, Kavata Maszacsika, Macukava Minae, Mizuki Icsiró, Mizuno Dzsunko, Olivia Lufkin, Moon Kana, Szakagucsi Hironobu, Takei Hirojuki, Takesita Hironobu, Takeja Szjudzsi, Kitade Nana és Yoshiki |
| 2008. július 3–6.           | Paris-Nord Villepinte Párizs                   | 134 467      | Cucui Tecuja, Izubucsi Jutaka, Kavakami Dzsunko, Kavamoto Tosihiro, Koike Kazuo, Mizusiro Szetona, Miyavi, Nagai Go, Obata Takesi, Oh! great, Szadamoto Josijuki, Scandal, Rain (csak Pata és Micsiaki), Szakai Munehisza és Tamaki Csihiro |
| 2009. július 2–5.           | Paris-Nord Villepinte Párizs                   | 165 501      | Akai Takami, Akijama Sintaró, AKB48, Aurore, Benjamin (Zhang Lin), Benjamin Reiss, CLAMP, Eszuno Szakae, Furukava Siori, Hajasi Akemi, Hatazava Kazuja, Hirata Júicsiro, Icsimura Hitosi, Isikava Micuhisza, Jamagucsi Hikari, Ji Di (Zu Ya-Le), Kató Rjúszuke, Ludo Lullabi, Nisidzsima Daiszuke, Nisikubo Mizuho, Nisio Tecuja, Morikubo Sótaro, Rain, Szato Dai, School Food Punishment, Vatanabe Sinicsiró, Takada Akemi, Takaja Nacuki, Takeucsi Dzsunko, Tanigucsi Morijaszu, Vakesima Kanon |
| 2010. július 1–4.           | Paris-Nord Villepinte Párizs                   | 173 680      | Anipunk, Die!! Die!! Color!!!, Gibier du Mari, Hodzso Cukasza, Ivadare Norijuki, Morning Musume, Nakahara An, Kacura Maszakazu, Kanno Aja, Masima Hiro, Szeikima-II, HITT & Guests, Kató Kazue, Mocsizuki Dzsun, Szuika, X Japan (csak Toshi és Yoshiki), Vivid |
| 2011. június 30–július 3.   | Paris-Nord Villepinte Párizs                   | 192 000      | Hangry & Angry, Dream Morning Musume (csak Josizava Hitomi és Isikava Rika), Igarasi Jumiko, H. Naoto, Jamaoka Akira, Júki Nobuteru, Kawasaki Eriko’s K-ble Jungle, Passpo |
| 2012. július 5–8.           | Paris-Nord Villepinte Párizs                   | 208 000      | Christielle Huet-Gomez, Alice Briére-Haquet, Samantha Bailly, Kacumata Hideo, Mijamoto Csiaki, Kisimoto Josihisua, Hagio Moto, Aida Nacumi, Nisiucsi Marija, Baba Hideo, Harada Kacuhiro, Mikimoto Haruhiko, Marujama Maszao , Kamui, Szakizo, Triple Tails.S (Kana és Sirai Mio), Szacuki, Siitake, Salagir, Jérôme Morel, Gogeta, Jr., Marlène, Ibi, Furo and Mimi, Berrizo, Monsieur To, TroyB, CuCui Tecuja, Professor Sakamoto, Kyary Pamyu Pamyu, Maeda Tosio, Ein Lee, Szaruvatari Tecuja, Anli Pollicino, Man with a Mission, Daizystripper, Sinkai Makoto, Noisy Kids, Toma Rei, Tanaka Kóhei, Ivao Dzsunko, Virgo a.k.a. Hammer, Hemenway, Momoiro Clover Z, Idoling!!!, Inafune Keidzsi, Flow és Uraszava Naoki |
| 2013. július 4–7.           | Paris-Nord Villepinte Párizs                   | 232 876      | Hara Tecuo, Ikeno Maszahiro, Ivakami Acuhiro, Kavamori Sódzsi, Kim Byung Jin, Kóme Keito, Kubooka Tosijuki, Ocsikosi Tomonori, Oda Aja, Takizaki Mamija, Tanaka Tacujuki, Akana Aki, angela, C-ute, Dear Loving, Deathgaze, Dempagumi.inc, J-Dee’z, Kao=S, Kavasima Anam, Kylee, May’n, Majva Denki, Nightmare, Ninjaman Japan, Sansanar, Urbangarde, Maszuvaka Cubasa, Una, Baba Hideo, Harada Kacuhiro, Hasimoto Sindzsi, Kitasze Josinori, Koinuma Hiszasi, Nomura Tecuja, Torijama Motomu, Josida Naoki, Samantha Bailly, Jérôme Hamon, Siitake, Fudzsita Ray, Laure Kié, Kikutaro, Konisi Kacujuki, Nacuna, Szakamoto Kazma, Szekimoto Daiszuke, Takahasi Hiromu és Takeucsi Dzsunko                                  |
| 2014. július 2–6.           | Paris-Nord Villepinte Párizs                   | 240 000      | C-ute, Nogizaka46, Kalafina, Vagakki Band, Nakagava Sóko, Fudzsivara Kamui, Yoshiki, Ivamoto Tacuró |
| 2015. július 2–5.           | Paris-Nord Villepinte Párizs                   | 247 473      | Mijamoto Sigeru, Tezuka Takasi, Szakagucsi Cubasza |
| 2016. július 7–10.          | Paris-Nord Villepinte Párizs                   | 234 852      | Stanislas Brunet, Thomas Romain, Eddie Mehong, Reno Lemaire, Elsa Brants, Rise of the Northstar, Psycho le Cému, Maszuda Dzsunicsi, Masima Hiro |
| 2017. július 6–9.           | Paris-Nord Villepinte Párizs                   |              | Kamija Kendzsi, Magic of Life, Marujama Maszao, Habara Nobujosi, Tokió riksa, Vada Takuja, Tóken ranbu |

## A Japan Expo más városokban
A párizsi főrendezvény mellett a Japan Expo 3 ország 4 városra terjeszkedett ki:
- Franciaország
  - Japan Expo Centre — Orléans
  - Japan Expo Sud — Marseille
- Belgium
  - Japan Expo Belgium — Brüsszel
- Amerikai Egyesült Államok
  - Japan Expo USA — Santa Clara

## Képgaléria

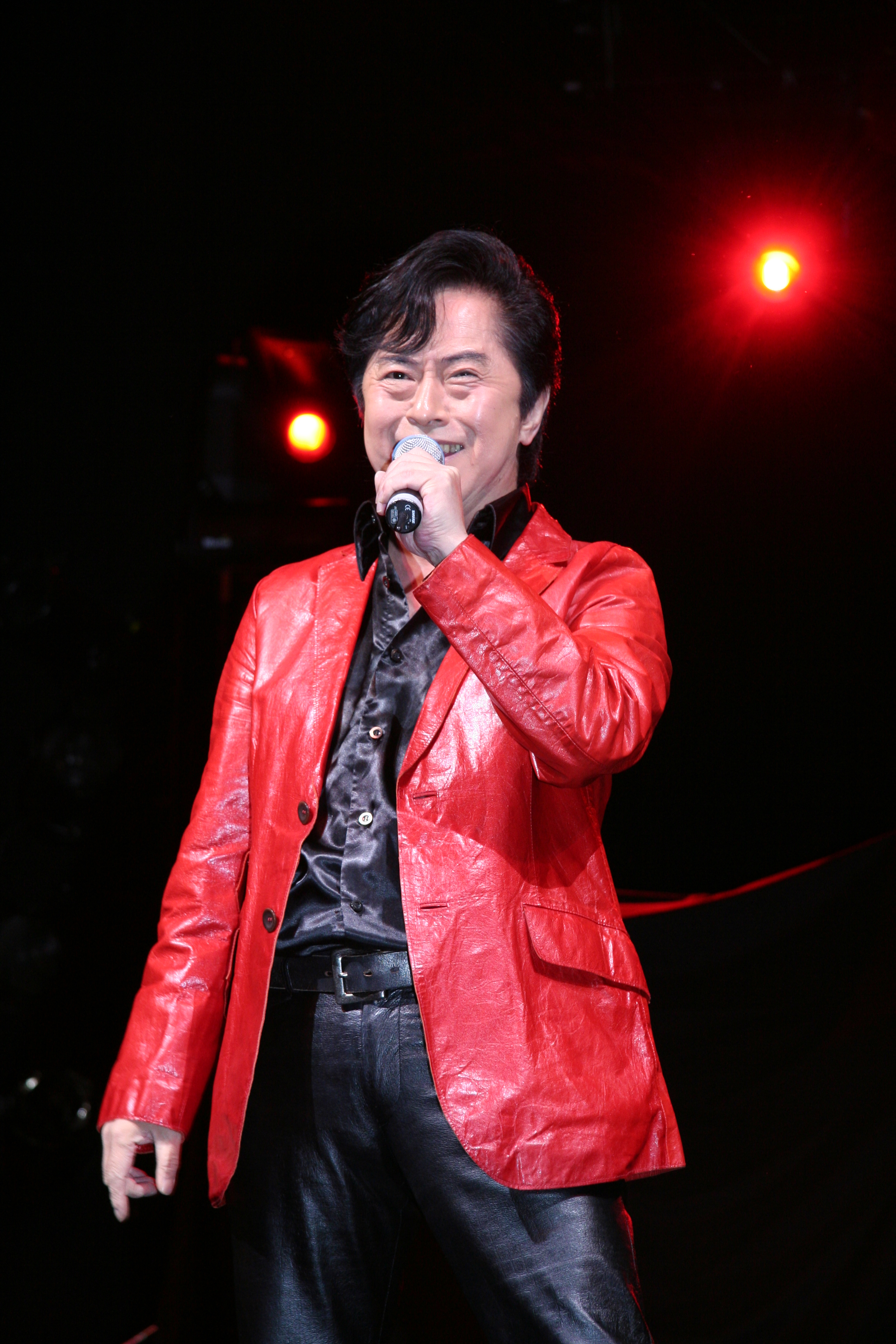
Mizuki Icsiró 2007-ben
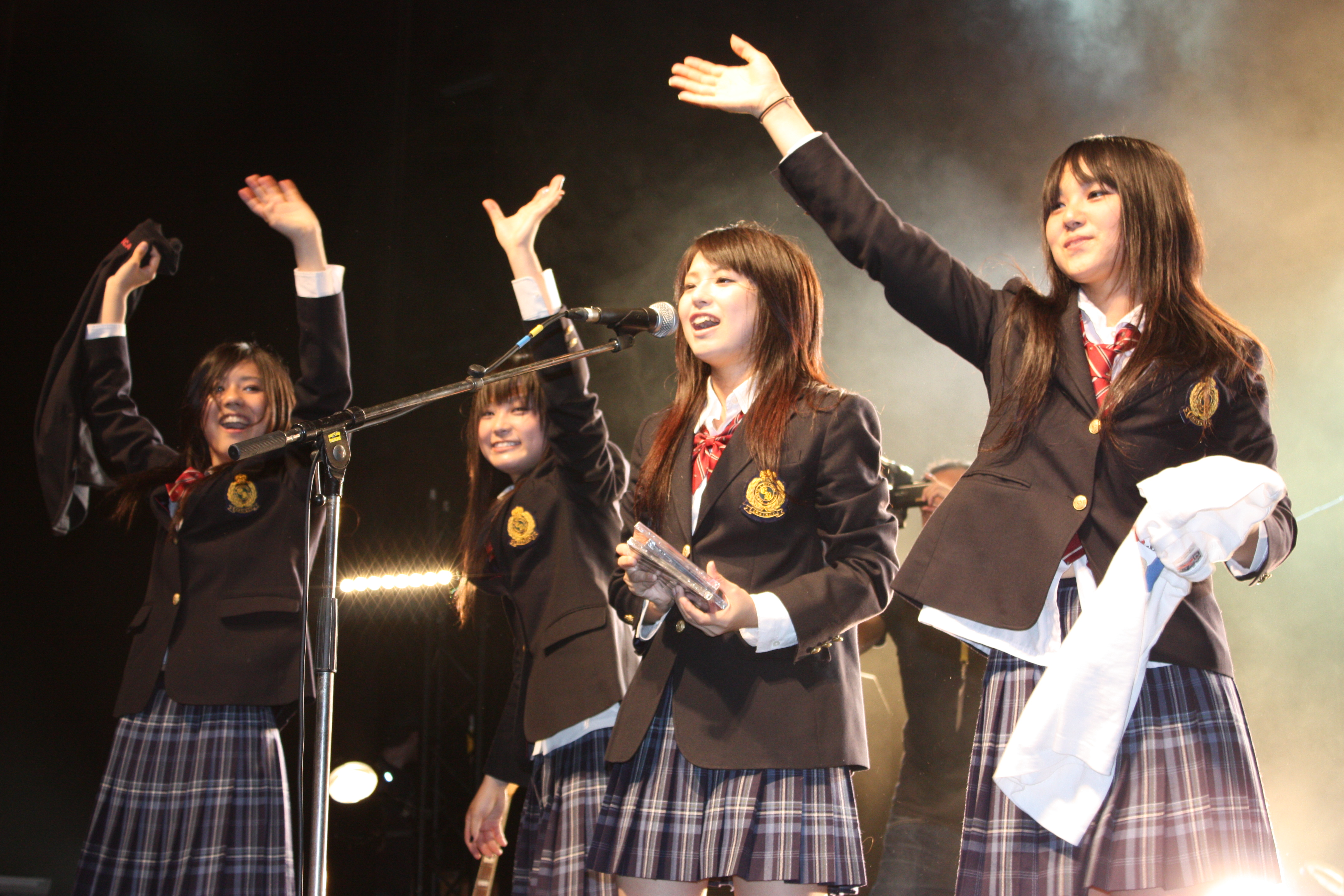
A Scandal 2008-ban
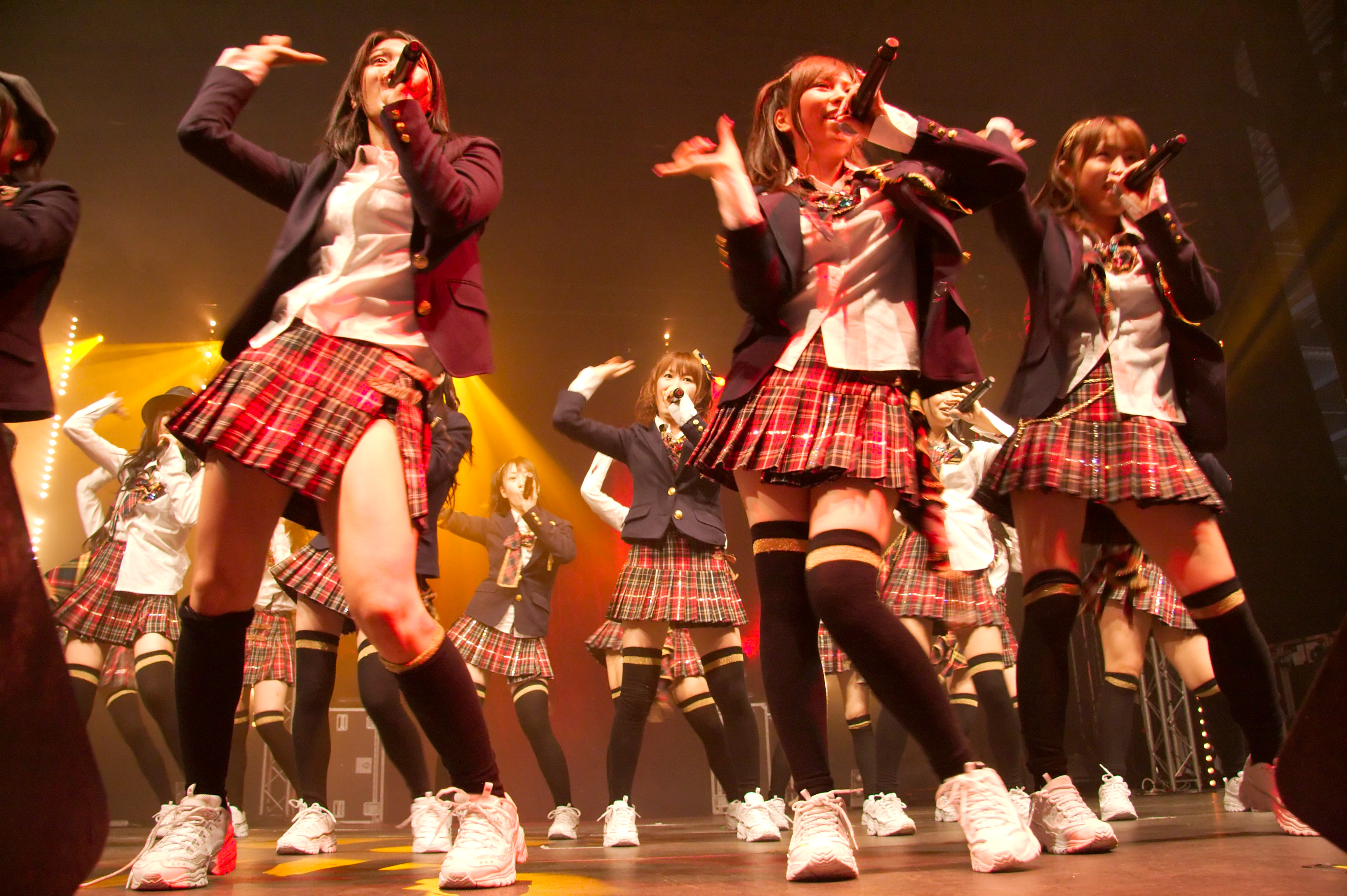
Az AKB48 2009-ben
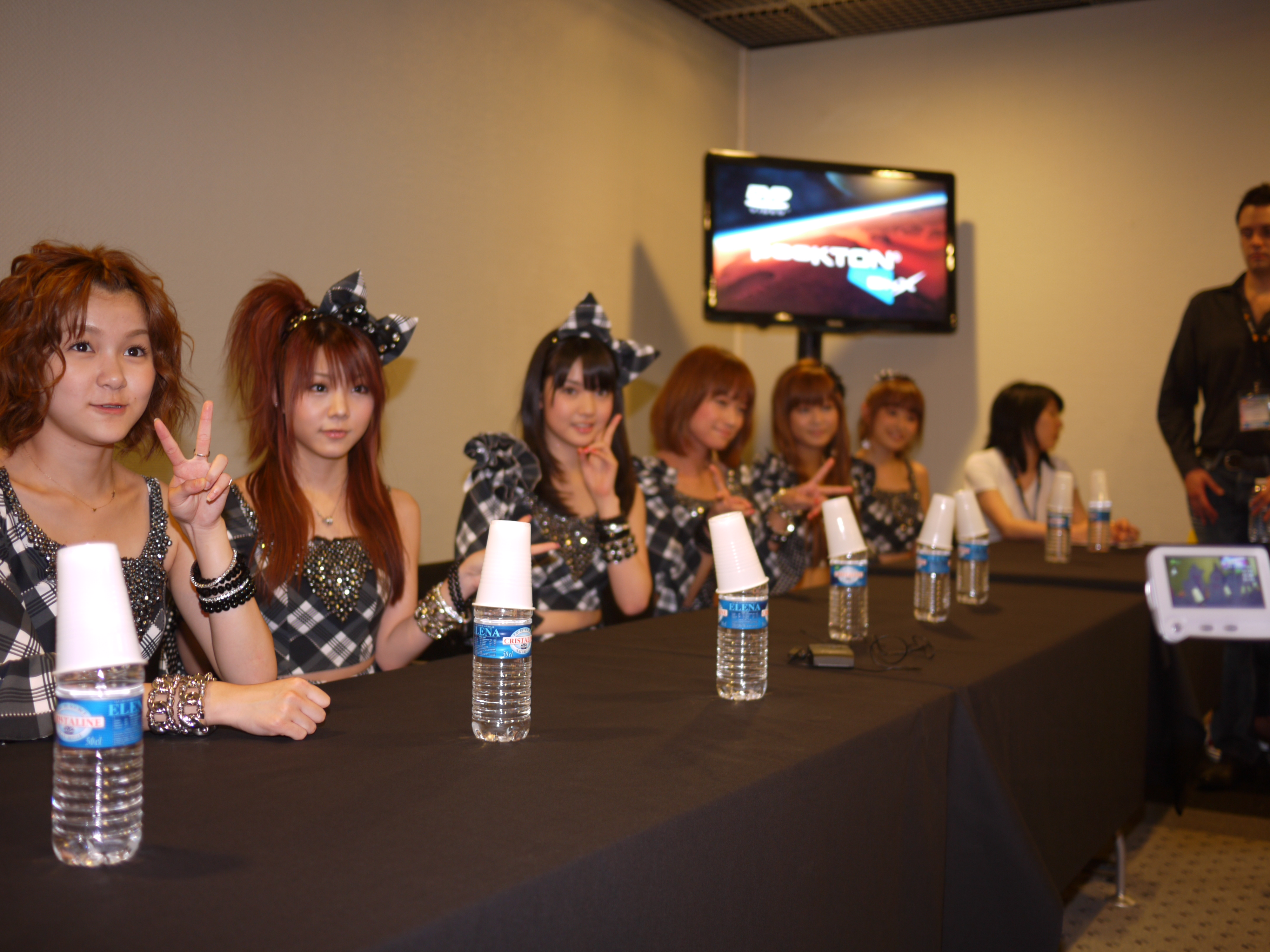
A Morning Musume 2010-ben
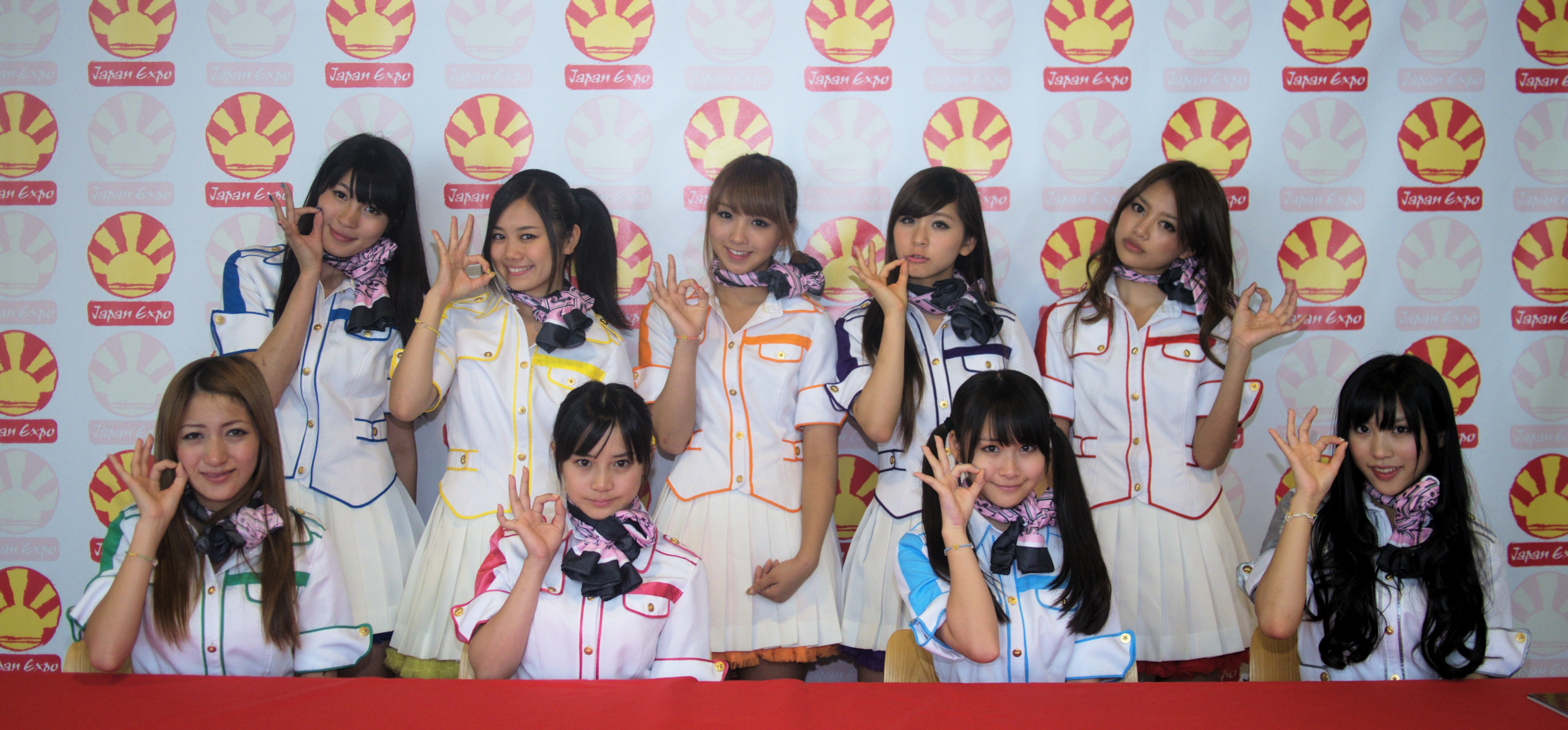
A Passpo 2011-ben
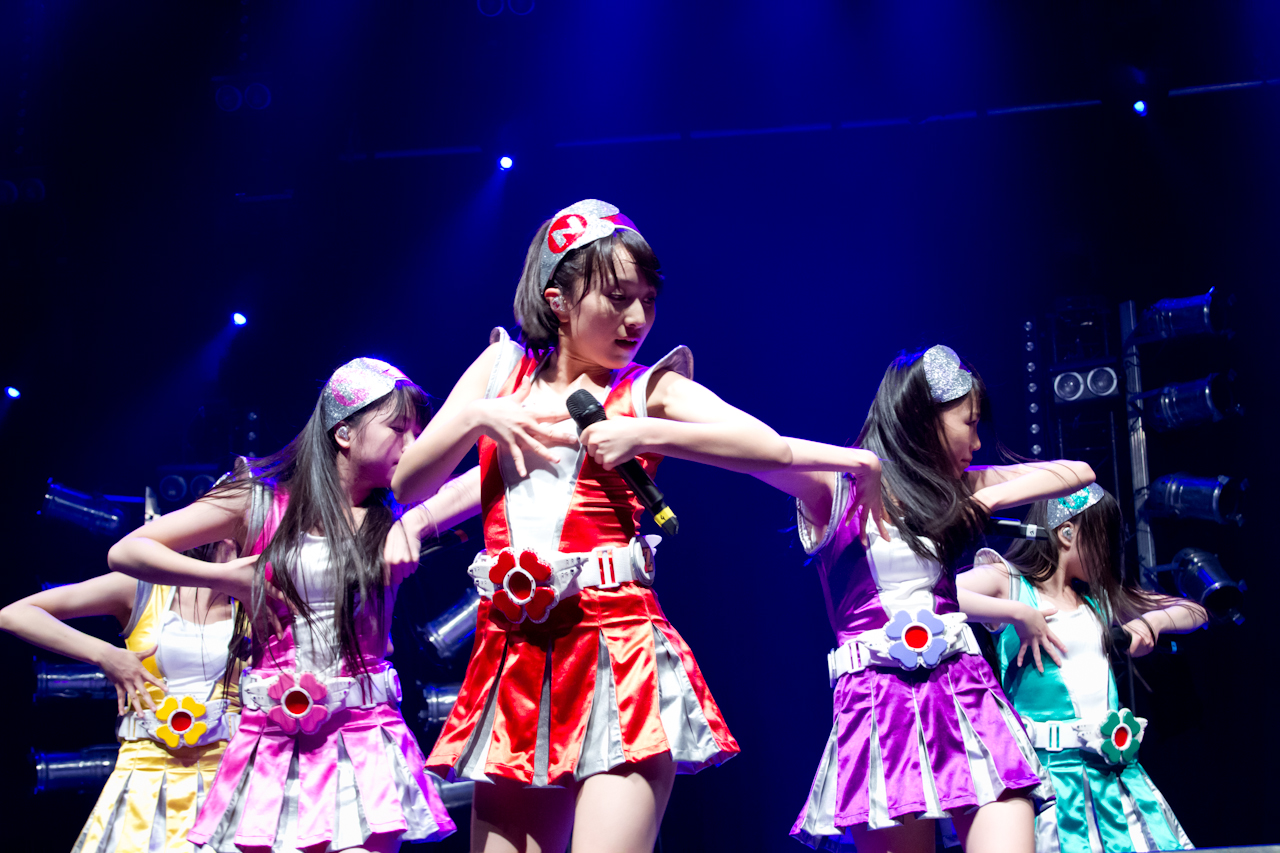
A Momoiro Clover Z 2012-ben
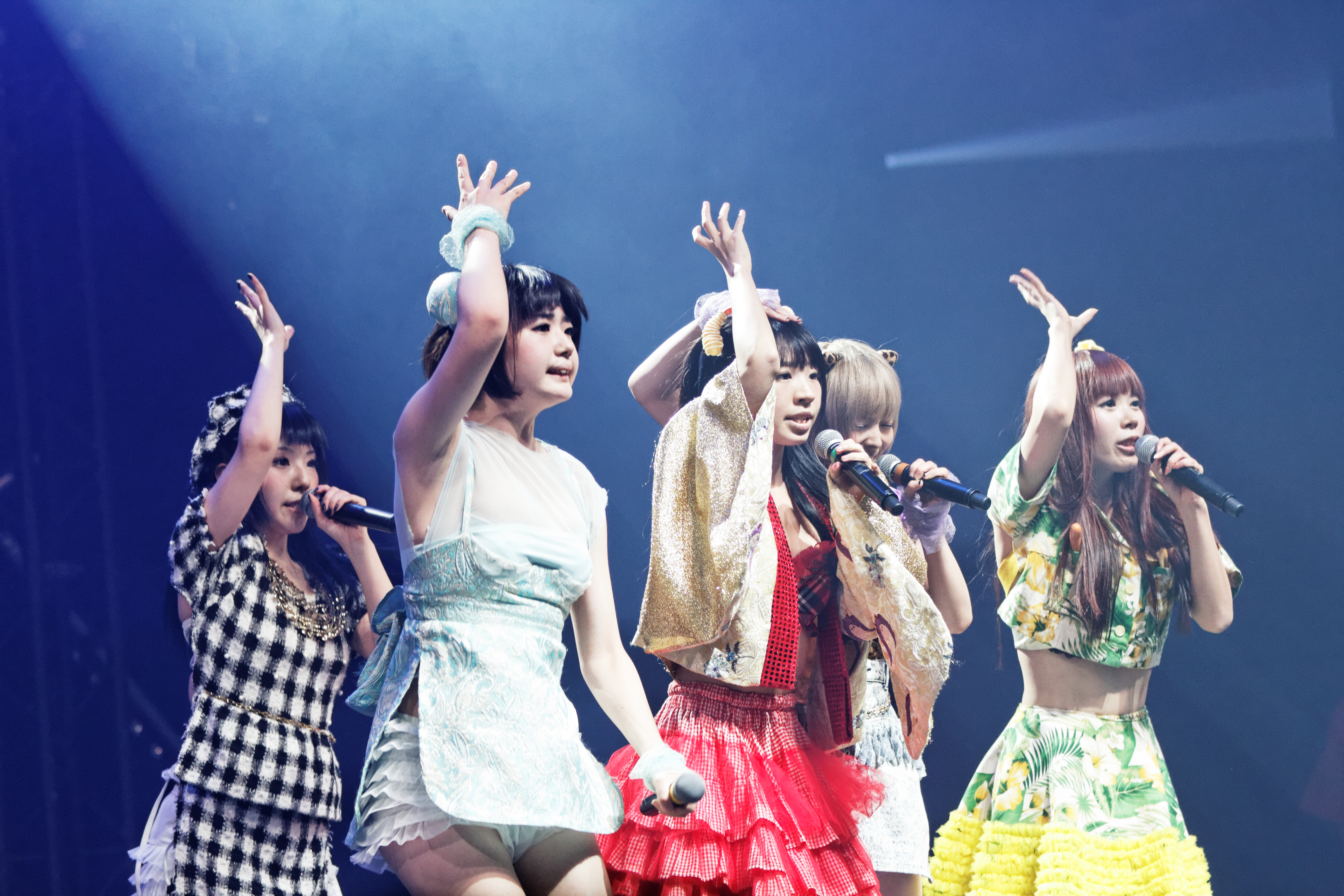
A Dempagumi.inc 2013-ban
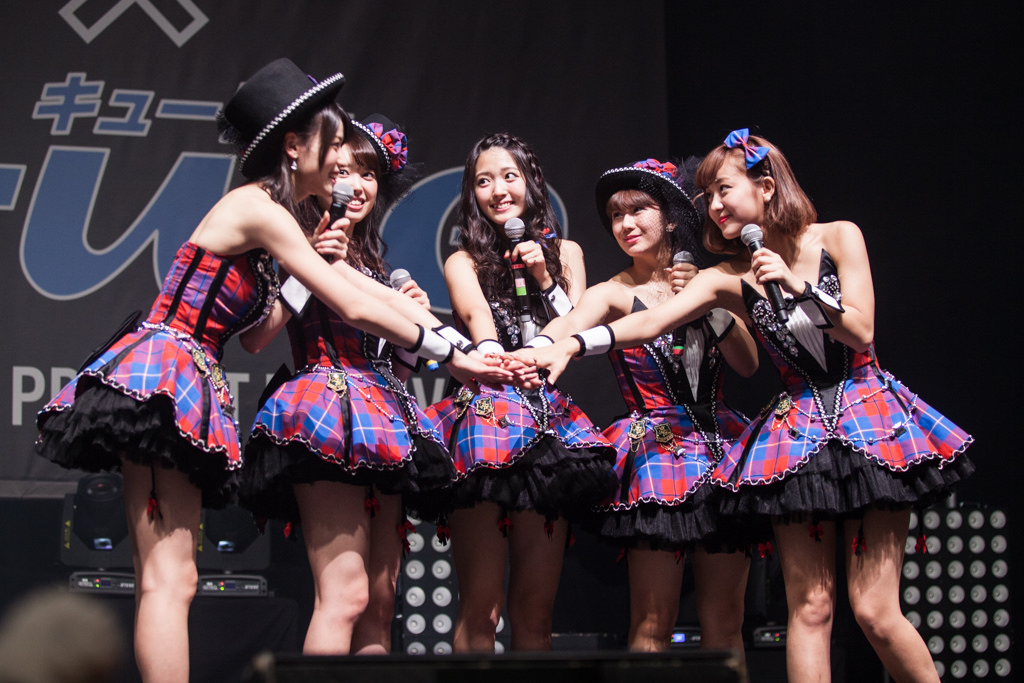
A C-ute 2014-ben